# アージェ＝スカルペッリ
アージェ＝スカルペッリ（Age & Scarpelli）は、イタリアの脚本家、アージェことアジェノーレ・インクロッチ（Agenore Incrocci, 1919年生 – 2005年没）、スカルペッリことフリオ・スカルペッリ（Furio Scarpelli, 1919年生 – 2010年没）によるコンビの共有筆名である。

## 人物・来歴
1949年、ステーノの監督デビュー作でもある『トト、家を探す』（Totò cerca casa, 共同監督マリオ・モニチェリ、日本未公開）にアジェノーレ・インクロッチがアージェ（Age）、フリオ・スカルペッリがスカルペッリ（Scarpelli）の名でクレジットされたのが、その共同執筆の始まりである。アージェとスカルペッリのふたりは、同い年であった。
1959年、マリオ・モニチェリ監督の『いつもの見知らぬ男たち』で、脚本を共同執筆したモニチェリ、スーゾ・チェッキ・ダミーコとともにナストロ・ダルジェント最優秀脚本賞を受賞する。1965年、ピエトロ・ジェルミ監督の『誘惑されて棄てられて』でも、脚本を共同執筆したジェルミ、ルチアーノ・ヴィンチェンツォーニとともに同賞を受賞した。
1966年、マリオ・モニチェリ監督の『ゴールデンハンター』で、第38回アカデミー賞のアカデミー脚本賞に、脚本を共同執筆したモニチェリ、トニオ・ゲッラ、ジョルジョ・サルヴョーニ、スーゾ・チェッキ・ダミーコとともにノミネートされる。1967年、ピエトロ・ジェルミ監督の『蜜がいっぱい』で、脚本を共同執筆したジェルミ、ルチアーノ・ヴィンチェンツォーニとともにナストロ・ダルジェント最優秀脚本賞を受賞する。
1975年、マリオ・モニチェリ監督の『人気小説』で、ダヴィド・ディ・ドナテッロ賞最優秀脚本賞を受賞する。1980年、エットーレ・スコラ監督の『テラス』で、脚本を共同執筆したスコラとともにカンヌ国際映画祭最優秀脚本賞を受賞、同年同作で同じくナストロ・ダルジェント最優秀脚本賞を受賞する。
1985年、ディーノ・リージが監督した『戦争の狂人』の脚本を共同で執筆したのが、最後である。以降、それぞれの名で脚本執筆を続けた。
2005年11月15日、アジェノーレ・インクロッチが、ローマで死去した。満86歳没。2010年4月28日、フリオ・スカルペッリが、ローマで死去した。満90歳没。

## おもなフィルモグラフィ
特筆以外は共同脚本作である。
- 『トト、家を探す』 Totò cerca casa : 監督マリオ・モニチェリ / ステーノ、1949年
- 『愛の交響楽』 Sinfonia d'amore : 監督グラウコ・ペレグリーニ、1955年
- 『三月生れ』 Nata di marzo : 監督アントニオ・ピエトランジェリ、1958年
- 『いつもの見知らぬ男たち』 : 監督マリオ・モニチェリ、1959年
- 『戦争・はだかの兵隊』 La grande guerra : 監督マリオ・モニチェリ、1959年
- 『みんな帰ろう』 Tutti a casa : 監督ルイジ・コメンチーニ、1960年
- 『好敵手』 I due nemici : 監督ガイ・ハミルトン、1962年
- 『誘惑されて棄てられて』 Sedotta e abbandonata : 監督ピエトロ・ジェルミ、1963年
- 『怪物たち』 I mostri : 監督ディーノ・リージ、1963年
- 『ゴールデンハンター』 Casanova '70 : 監督マリオ・モニチェリ、1965年
- 『蜜がいっぱい』 Signore e signori : 監督ピエトロ・ジェルミ、1965年
- 『おとぼけ紳士録』 I complessi : 監督ディーノ・リージ、1965年
- 『続・夕陽のガンマン』 Il buono, il brutto, il cattivo : 監督セルジオ・レオーネ、1966年
- 『カロリーナ』 Il tigre : 監督ディーノ・リージ、1967年
- 『華やかな魔女たち』   : 監督ルキノ・ヴィスコンティ、マウロ・ボロニーニ、ピエル・パオロ・パゾリーニ、フランコ・ロッシ、ヴィットリオ・デ・シーカ、1967年
- 『シシリー要塞異常なし』 Rosolino Paternò soldato : 監督ナンニ・ロイ、1972年
- 『あんなに愛しあったのに』 C'eravamo tanto amati : 監督エットーレ・スコラ、1974年 - 原案・脚本
- 『人気小説』 Romanzo popolare : 監督マリオ・モニチェリ、1974年
- 『テラス』 La terrazza : 監督エットーレ・スコラ、1979年
- 『サンデー・ラバーズ』 I seduttori della domenica : 監督ディーノ・リージ（第4話『ローマ』）、1980年
- 『戦争の狂人』 Scemo di guerra : 監督ディーノ・リージ、1985年

## 註
1. 1 2 3 4 5 6 7 8 9 10 11 12  Agenore Incrocci, インターネット・ムービー・データベース （英語）, 2010年11月30日閲覧。
2. 1 2 3 4 5 6 7 8 9 10 11 12  Furio Scarpelli, インターネット・ムービー・データベース （英語）, 2010年11月30日閲覧。